# Saint-Georges-de-Bohon
Pour les articles homonymes, voir Saint-Georges, Saint Georges (homonymie) et Georges.
Saint-Georges-de-Bohon est une ancienne commune française du département de la Manche et de la région Normandie, devenue le 1er janvier 2016 une commune déléguée au sein de la commune nouvelle de Terre-et-Marais.
Elle est peuplée de 411 habitants.

## Géographie
| Carentan (comm. nouv. de Carentan-les-Marais) | Carentan (comm. nouv. de Carentan-les-Marais) | Saint-Hilaire-Petitville, Montmartin-en-Graignes |
| Méautis                                       | Saint-Georges-de-Bohon                        | Saint-André-de-Bohon                             |
| Sainteny (comm. nouv. de Terre-et-Marais)     | Auxais, Saint-André-de-Bohon                  | Saint-André-de-Bohon                             |

## Toponymie
Le nom de la localité est attesté sous les formes Sancti Georgii vers 1280, Saint Joire en 1402.
L'hagiotoponyme, Saint-Georges, fait référence à Georges de Lydda, martyr du IVe siècle.
L'origine du toponyme Bohon est obscure. René Lepelley émet deux hypothèses : l'anthroponyme germanique Bodo ou le substantif gaulois dunon, « forteresse », « agglomération », précédé d'un élément indéterminé.
Le gentilé est Bohonnais.

## Histoire

### Moyen Âge
Fief d'origine possible de la grande famille anglo-normande des Bohun, dont est issu Guillaume de Bohun, premier comte de Northampton.

### Époque contemporaine
Le 1er janvier 2016, Saint-Georges-de-Bohon intègre avec Sainteny la commune de Terre-et-Marais créée sous le régime juridique des communes nouvelles instauré par la loi no 2010-1563 du 16 décembre 2010 de réforme des collectivités territoriales. Les communes de Saint-Georges-de-Bohon et Sainteny deviennent des communes déléguées et Sainteny est le chef-lieu de la commune nouvelle.

## Politique et administration
| Période                                  | Période       | Identité                                 | Étiquette | Qualité                                             |
| ---------------------------------------- | ------------- | ---------------------------------------- | --------- | --------------------------------------------------- |
| 1804                                     | 1813          | César Antoine Nicolas Boissel            |           | Sieur d'Ombreval et des Cruttes, bachelier en droit |
| 1813                                     | 1830          | Eugène Boissel-Dombreval                 |           | Percepteur des contributions directes               |
| 1848                                     | 1849          | Eugène Boissel-Dombreval                 |           | Percepteur des contributions directes               |
| 1849                                     | 1878          | Jules César Hégessippe Boissel-Lamelerie |           | Sieur d’Ombreval et des Cruttes, bachelier en droit |
| 1995                                     | 2008          | Odile Fossey                             |           | Exploitante agricole                                |
| 2008                                     | décembre 2015 | Alain Langlois                           |           | Chef de chantier                                    |
| Les données manquantes sont à compléter. |               |                                          |           |                                                     |

Le conseil municipal était composé de onze membres dont le maire et deux adjoints. Ces conseillers intègrent au complet le conseil municipal de Terre-et-Marais le 1er janvier 2016 jusqu'en 2020 et Alain Langlois devient maire délégué.

## Démographie
En 2022, la commune comptait 411 habitants. Depuis 2004, les enquêtes de recensement dans les communes de moins de 10 000 habitants ont lieu tous les cinq ans (en 2007, 2012, 2017, etc. pour Saint-Georges-de-Bohon) et les chiffres de population municipale légale des autres années sont des estimations.
| 1793 | 1800 | 1806 | 1821 | 1831 | 1836 | 1841 | 1846 | 1851 |
| ---- | ---- | ---- | ---- | ---- | ---- | ---- | ---- | ---- |
| 669  | 755  | 781  | 733  | 740  | 753  | 791  | 790  | 753  |

| 1856 | 1861 | 1866 | 1872 | 1876 | 1881 | 1886 | 1891 | 1896 |
| ---- | ---- | ---- | ---- | ---- | ---- | ---- | ---- | ---- |
| 686  | 674  | 657  | 649  | 648  | 581  | 589  | 569  | 570  |

| 1901 | 1906 | 1911 | 1921 | 1926 | 1931 | 1936 | 1946 | 1954 |
| ---- | ---- | ---- | ---- | ---- | ---- | ---- | ---- | ---- |
| 553  | 542  | 550  | 492  | 465  | 442  | 411  | 349  | 362  |

| 1962 | 1968 | 1975 | 1982 | 1990 | 1999 | 2007 | 2011 | 2016 |
| ---- | ---- | ---- | ---- | ---- | ---- | ---- | ---- | ---- |
| 374  | 366  | 358  | 385  | 410  | 428  | 409  | 412  | 407  |

| 2019 | - | - | - | - | - | - | - | - |
| ---- | - | - | - | - | - | - | - | - |
| 419  | - | - | - | - | - | - | - | - |

## Économie
La commune se situe dans la zone géographique des appellations d'origine protégée (AOP) Beurre d'Isigny et Crème d'Isigny.

## Culture locale et patrimoine

### Lieux et monuments

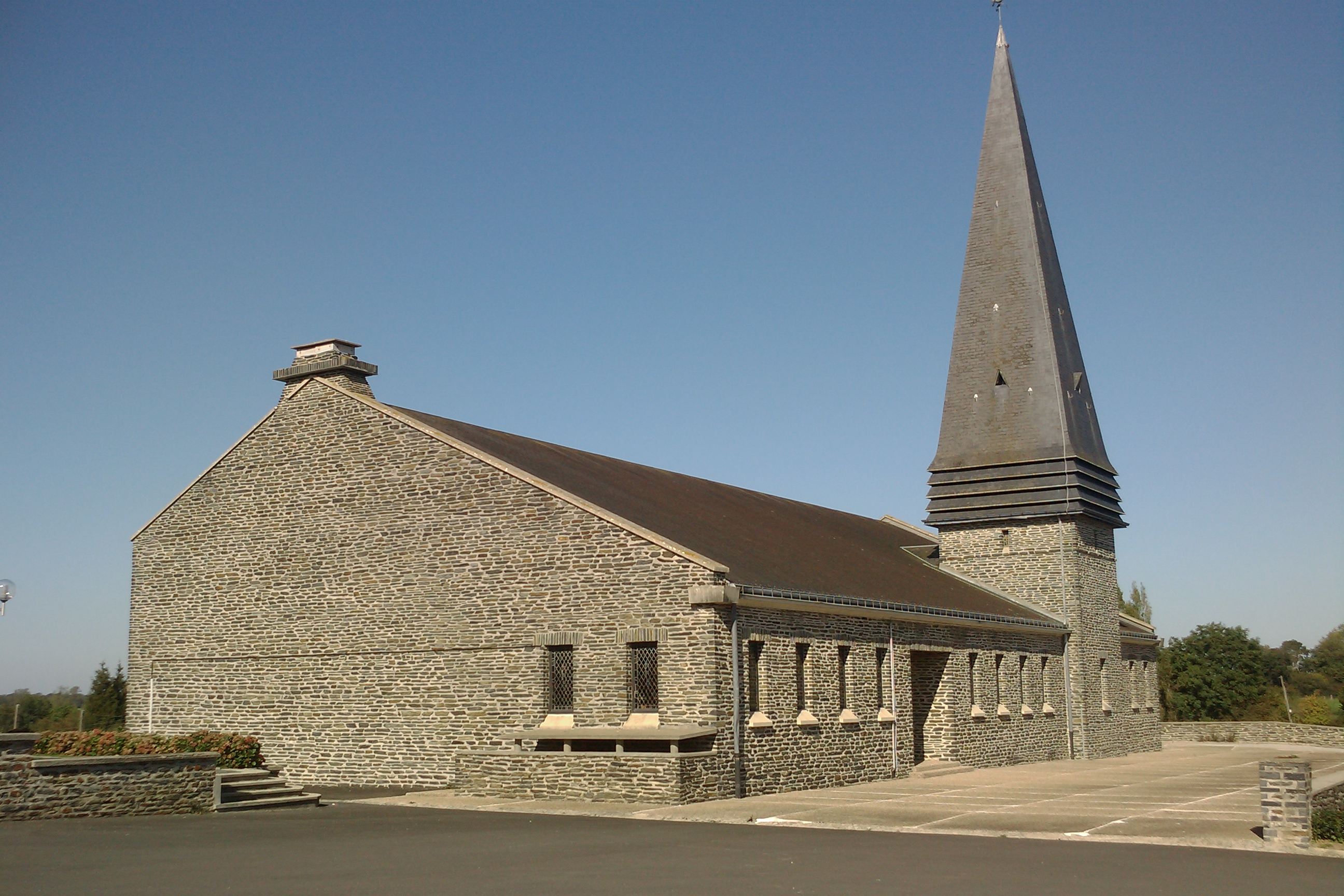
L'église Saint-Georges.

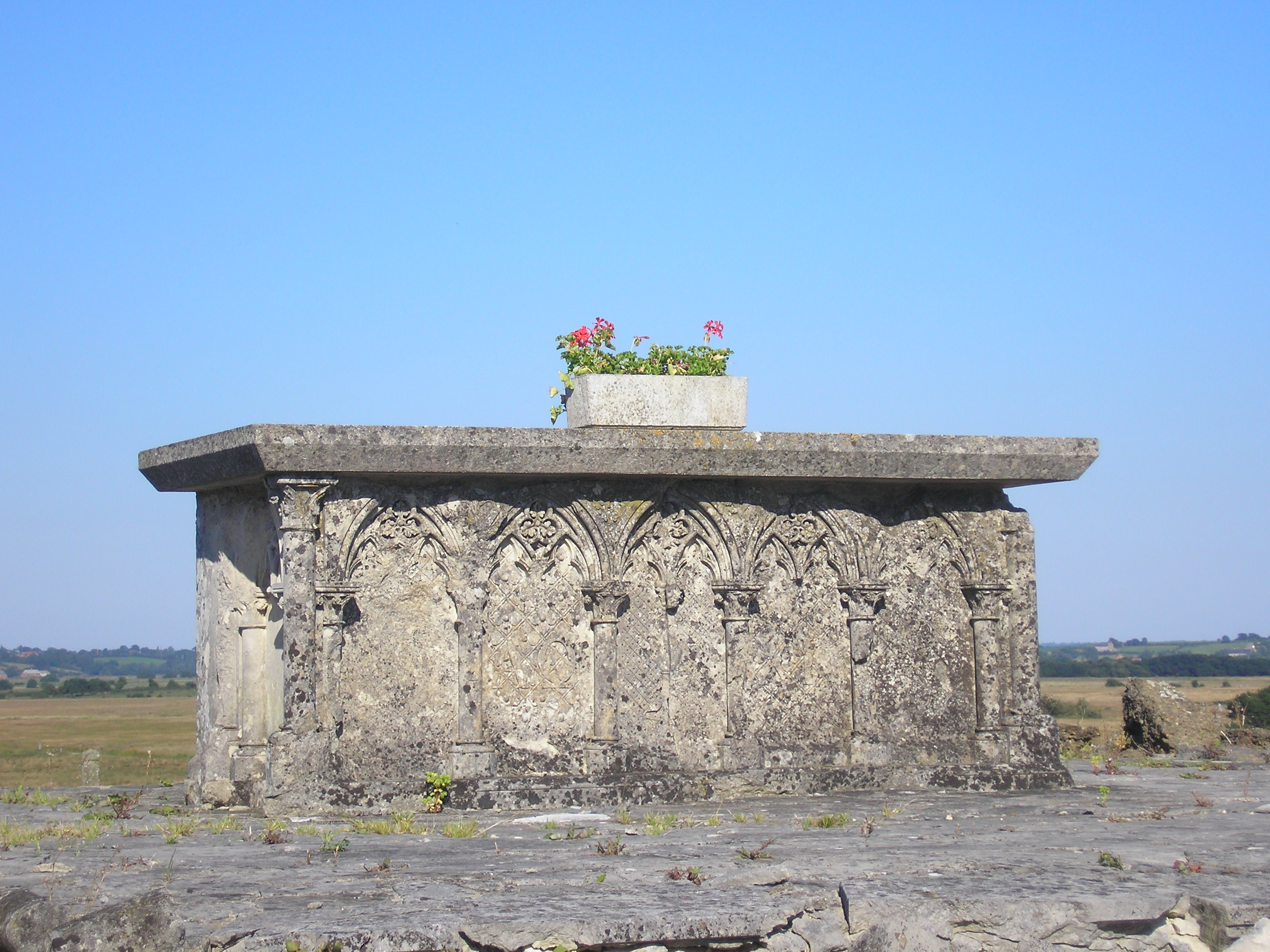
L'autel de l'ancienne église.

- Église Saint-Georges du XXe siècle. L'édifice, construit de 1962 à 1966 et dont l'autel fut béni le 2 juin 1966. Le clocher est coiffé d'une flèche pyramidale haute de 21 m. Dans le portail ont été incrustés des éléments du XIIIe siècle provenant de l'ancienne église. Elle abrite un christ en croix du XVIe classé au titre objet aux monuments historiques[13].
- Site de l'ancien prieuré bénédictin à l'Abbaye (vers le cimetière) fondé au XIe siècle par les Bohon, et réuni au XIIe siècle à l'abbaye de Marmoutier. Vers 1161, Thomas et Richard de Graignes signèrent un acte en faveur du prieuré de Bohon[14].
- Ruines de l'ancienne église prieurale devenue paroissiale (XIIIe – XVe siècle) détruite en 1944[15],[16].
- Manoir de la Meslerie ou château Dombreval du XIXe siècle.

Pour mémoire
- Manoirs du Mesnil et de l'Emonderie détruits en 1944[17].

C'est la famille Gourfaleur, écuyers, sieurs du Mesnil, qui avait la possession du Mesnil-Pouchin, ou vivait en 1228, Alain Pochin.

### Personnalités liées à la commune
- Famille de Bohun.